# Waffenfarben (NVA)
Waffenfarben wurden in Anlehnung an die Traditionen der deutschen Streitkräfte auch in der NVA der DDR auf militärischen Uniformen als Unterscheidungsmerkmal für die verschiedenen Waffengattungen, Spezialtruppen, Dienste und Verwendungen von 1956 bis 1990 getragen.

## Allgemeine Festlegungen
Die grundlegende Uniformfarbe (Innendienst- und Ausgangsuniform) der Land- und Luftstreitkräfte sowie der Grenztruppen der DDR war einheitlich „Steingrau“ (Jacken, Hosen, Mützen, Mäntel). Eine Ausnahme bildeten die Felddienstuniformen (Tarnfarben), die Bord- und Arbeitsuniformen der Techniker/Mechaniker (Marine, Luftstreitkräfte, Panzer, KFZ etc.) sowie zeitweise die Jacken der Gesellschaftsuniformen der Offiziere und Generale (je nach Waffengattung in Hellgrau, Pastellblau oder Weiß). Die Marine der DDR (→Volksmarine) trug traditionell Marineblau bzw. Weiß (Innendienst- und Ausgangsuniform).
Unterlage bzw. Paspelierung der Schulterstücke, Kragenspiegel und am Mützenbesatz waren in der Waffenfarbe gehalten. Anfänglich trugen auch die Kragenränder der Tuchuniformjacken, Ärmelaufschläge und -patten sowie seitlichen Hosennähte waffenfarbige, 2 mm breite Biesen. Ab Ende der 1960er Jahre wurde dies vereinfacht. Die Uniformstücke mit waffenfarbiger Paspelierung wurden aufgetragen bzw. beispielsweise für die Landstreitkräfte durch einheitlich weiße Paspelierung ersetzt. Die Grenztruppen trugen weiterhin grüne Biesenpaspelierungen und das grüne Mützenband. Lediglich für die Luftstreitkräfte und Luftverteidigung blieben Biesen und Paspelierungen in der betreffenden Waffenfarbe verbindlich. Ärmelpatten wurden ab 1981 generell abgeschafft.
Die Generale behielten die waffenfarbigen Paspelierungen an Uniformmützen, -kragen und -ärmeln sowie die Mützenbänder, Lampassen und Arabesken der betreffenden Teilstreitkraft (TSK) (Landstreitkräfte – Hochrot, Luftstreitkräfte/Luftverteidigung – Himmelblau und Grenztruppen – Grün).

## Landstreitkräfte
Die nachstehende Übersicht zeigt die Waffenfarben der TSK Landstreitkräfte.
| Truppengattung, Spezialtruppe, Dienst                                                                                         | Farbe                    | Farbe | Insignien (Beispiele) | Insignien (Beispiele) | Bemerkung |
| Generale (Landstreitkräfte)                                                                                                   | Hochrot (RAL-Farbe 3024) |       |                       |                       | Alle Generale NVA LaSK, MFS und ZV - Paspelierung, Mützenband, Arabesken und Lampassen in hochrot - hier Beispiel: Generaloberst |
| - Artillerie - Raketentruppen - Raketen- u. waffentechn. Dienst - Truppenluftabwehr                                           | Ziegelrot                |       |                       |                       | - Beispiel hier: Hauptmann - alle Dienstgrade (Schulterstücke und Kragenspiegel) Wachregiment „Feliks Dzierzynski“ |
| - mot. Schützentruppen - Aufklärungstruppen - Militärmusikkorps*                                                              | Weiß                     |       |                       |                       | - Gefreiter - Oberstleutnant Militärmusiker trugen mit Ausnahme der Volksmarine zusätzlich Schwalbennester (Es gab auch Musikkorps der Luftstreitkräfte, der Volksmarine und der Grenztruppen der DDR. Sie trugen die jeweilige Waffenfarbe mit silber- oder goldfarbener Lyra auf den Schulterstücken.) |
| Panzerfahrer und Panzerdienst                                                                                                 | Rosa                     |       |                       |                       | Stabsoberfähnrich |
| Nachrichten Fernmelde- und Tele- kommunikationsaufgaben                                                                       | Gelb                     |       |                       |                       | Oberleutnant |
| Fallschirmjäger | Orange                   |       |                       |                       | Oberfähnrich Schulterstücke mit oranger Paspelierung. Biesen an Jacke und Hose weiß wie bei den übrigen Landstreitkräften, jedoch statt der Schirmmütze ein orange-farbenes Barett bei Offizieren, Fähnrichen und Berufsunteroffizieren (Berufssoldaten) sowie zur Sommer-Ausgangsuniform der Mannschafts- und Unteroffiziersdienstgrade (Zeitsoldaten) – ansonsten bei beiden Gruppen zur Felddienstuniform tarnfarbenes Barett. |
| Bausoldaten | Oliv                     |       |                       |                       | Bausoldaten trugen einen silbernen Spaten auf den Schulterstücken (Ausgangsuniform Messingspaten steingrau lackiert). |
| operative rückwärtige Dienste - Militärmedizinischer Dienst - Militärjustiz                                                   | Dunkelgrün               |       |                       |                       | Oberst Alle drei Dienstlaufbahnen trugen auch in anderen Waffengattungen zudem noch ein gold- oder silberfarbenes Symbol auf den Schulterstücken. - Äskulapstab – Militärmedizin - Schild mit gekreuzten Schwertern – Militärjustiz - Hermesstab – Militär-Verwaltung/Wirtschaft |
| rückwärtige Dienste der Truppe - Pioniere - Chemische Dienste - Kraftfahrzeugdienst - Topographischer Dienst - Transportwesen | Schwarz (RAL-Farbe 9005) |       |                       |                       | Feldwebel |
| Grundfarbe NVA-Uniform | Steingrau                |       |                       |                       | Gleich Uniformfarbe NVA LaSK, LSK/LV, DDR GT sowie DDR ZV und Wachregiment „Feliks Dzierzynski“ |

## Luftstreitkräfte
Die Uniformen Luftstreitkräfte der NVA unterschieden sich besonders hinsichtlich der Insignien und deutlicher hervorgehobenen Waffenfarbe (z. B. an den Kragenspiegeln) von den Uniformen der Landstreitkräfte. Die Luftstreitkräfte trugen eine blaue Paspelierung an den Ärmelaufschlägen und Schirmmützen, bei Berufssoldaten auch an den Jackenkragen und als seitliche Hosenbiesen. Die Kragenspiegel-Unterlegung war großflächig in (Waffenfarbe ) Himmelblau gehalten – bei Mannschaftsdienstgraden und Unteroffizieren mit einer silberfarbenen Schwinge, von Fähnrich bis Hauptmann zusätzlich mit einem nach oben offenem Ehrenlaub-Kranz (Palmwedel und Eicheln), von Major bis Oberst mit geschlossenem Ehrenlaub-Kranz, um jeweils eine Schwinge, zudem von Fähnrich bis Oberst mit einem silberfarbenen Saum um den gesamten Kragenspiegel. Generale trugen, wie die anderen Waffengattungen auch, goldfarbene Arabesken, hier allerdings mit himmelblauer Unterlegung. Die Schirmmützen der Luftstreitkräfte hatten – im Unterschied zu den anderen Waffengattungen – seitlich der mit Ehrenlaub (Eichenlaub und Eicheln bei Mannschaftsdienstgraden, Palmwedel und Eicheln bei Berufssoldaten aller Dienstgrade) umkränzten Kokarde (DDR-Emblem) gerade viergliedrige Schwingen und darüber, am Mützenteller, einen silberfarbenen mit Ähren umkränzten Propeller (alle Dienstgrade, bei Generalen goldfarben).
Die Uniformen der Luftverteidigung entsprachen denen der Landstreitkräfte, jedoch mit himmelblauer Paspelierung und „lichtgrauer“ Doppelraute an den Kragenspiegeln.
| Dienstgradgruppe                                      | Farbe      | Farbe | Insignien (Beispiele)             | Insignien (Beispiele) | Truppengattung/Bemerkung |
| ----------------------------------------------------- | ---------- | ----- | --------------------------------- | --- | --- |
| Generale Luftstreitkräfte                             | Himmelblau |       |                                   | | Generalleutnant - auch Generale der Luftverteidigung und der Funktechnischen Truppen - Paspelierung, Mützenband und Lampassen in Himmelblau. Kragenspiegel (Arabesken) wie LaSK, nur mit himmelblauer Unterlegung. |
| Stabsoffiziere                                        | Himmelblau |       | Bitte Bild anlegen und hochladen! | - Fliegerkräfte - Fliegeringenieurdienst (FID) - Funktechnische Truppen (FuTT) - Nachrichten- und Flugsicherung (NFT) - Rückwärtigen Dienste (RD) | |
| Offiziere bis Hauptmann                               | Himmelblau |       |                                   | Leutnant | |
| Fähnriche                                             | Himmelblau |       |                                   | Stabsoberfähnrich | |
| Mannschaften und Unteroffiziere                       | Himmelblau |       | Bitte Bild anlegen und hochladen! | Stabsgefreiter | |
| Mannschaften, Unteroffiziere, Fähnriche und Offiziere | Lichtgrau  |       | Bitte Bild anlegen und hochladen! | Bitte Bild anlegen und hochladen! | Truppen der Luftverteidigung des Landes: Soldar (OR-1) bis einschließlich Oberst (OF-5) - Luftverteidigung - Fla-Raketentruppen                                                                                    |
| Grundfarbe NVA-Uniform                                | Steingrau  |       |                                   | | Gleich Uniformfarbe NVA LaSK, LSK/LV und DDR GT sowie DDR ZV |

## Grenztruppen
Die Waffenfarbe der Grenztruppen der DDR war allgemein Grün. Hier war auch die Paspelierung der Jacke und Hose sowie der Besatzstreifen der Mütze in Waffenfarbe grün gehalten. Zusätzlich wurde am linken unteren Uniform-Ärmel (Jacke und Wintermantel) ein grünes Ärmelband mit der weißen Aufschrift „Grenztruppen der DDR“ getragen.
Die Grenzflieger trugen die Uniformen der Luftstreitkräfte. Die Waffenfarbe war aber Grün statt Himmelblau. Zusätzlich wurde auch hier der grüne Ärmelstreifen verwendet.
Die Grenzbrigade Küste trug die Uniform der Volksmarine, hatte aber Grün paspelierte Schulterstücke sowie das grüne Ärmelband der Grenztruppen.
| Dienstgradgruppe               | Farbe     | Farbe | Insignien (Beispiele)             | Insignien (Beispiele)                                                   | Bemerkung |
| Generale                       | Grün      |       |                                   |                                                                         | Paspelierung, Mützenband und Lampassen in Grün. Kragenspiegel (Arabesken) wie LaSK, nur mit grüner Unterlegung, zudem Ärmelstreifen in Grün Beispiel hier: Schulterstück und Arabeske Generalmajor |
| Offiziere und Fähnriche        | Grün      |       | Bitte Bild anlegen und hochladen! | Paspelierung, Mützenband und Ärmelstreifen in Grün hier: Fähnrich       | |
| Unteroffizier und Mannschaften | Grün      |       | Bitte Bild anlegen und hochladen! | Paspelierung, Mützenband und Ärmelstreifen in Grün hier: Unterfeldwebel | |
| Grundfarbe NVA-Uniform         | Steingrau |       |                                   |                                                                         | Gleich Uniformfarbe NVA LaSK, LSK/LV und DDR GT sowie DDR ZV |

## Volksmarine
Die Waffenfarbe der Volksmarine war allgemein „Marineblau“. Die Marineflieger trugen die Paspelierung der Luftstreitkräfte. (1990 stellte man dies noch für kurze Zeit bis zur Auflösung der NVA am 2. Oktober 1990 auf Marineblau um.)
| Dienstgradgruppe | Farbe      | Farbe | Insignien (Beispiele) | Insignien (Beispiele) | Insignien (Beispiele)                                                 | Bemerkung                        |
| Admirale         | Marineblau |       |                       |                       |                                                                       | Flottenadmiral bis Konteradmiral |
| Offiziere        | Marineblau |       |                       |                       | Kapitän zur See bis Unterleutnant zur See                             |                                  |
| Offiziere        | Marineblau |       |                       |                       | Kapitän zur See bis Unterleutnant zur See                             |                                  |
| Offiziersschüler | Marineblau |       |                       |                       | V Studienjahr bis I Studienjahr                                       |                                  |
| Fähnriche        | Marineblau |       |                       |                       | Schulterklappen Stabsoberfähnrich bis FähnrichÄrmelabzeichen Fähnrich |                                  |
| Unteroffiziere   | Marineblau |       |                       |                       | Schulterklappen Stabsobermeister bis MaatÄrmelabzeichen OR8 bis OR6   |                                  |
| Mannschaften     | Marineblau |       |                       |                       | Schulterklappen Stabsmatrose bis MatroseÄrmelabzeichen Stabsmatrose   |                                  |

## Zivilverteidigung der DDR
Zivilverteidigung der DDR
- allgemein (auch Generale): Malino